# Osídlení
Osídlení je označení pro urbanisticko-sociální jednotku libovolné velikosti, která je vlastní určité geografické oblasti. Vzniká obvykle migrací jednotlivců či celých skupin do dříve neobydlených oblastí, většinou z ekonomicko-sociálních důvodů (nové přírodní zdroje, ozbrojený konflikt atd.), ale může k němu dojít i z jiných příčin (např. neschopnosti rozvíjet se na stávajícím území z nejrůznějších důvodů až po důvody nepragmatické, např. náboženské). Rozvojové stupně osídlení zahrnují osadu, vesnici, město a velkoměsto a liší se navzájem možnostmi i potřebami, které nabízí svým obyvatelům. Osídlení může zahrnovat i jiná nebeská tělesa než Zemi – například o osídlení Měsíce či teraformaci Marsu se píší nejenom autoři sci-fi, ale např. NASA, ESA a jiní o něm reálně diskutují.
Podobný pojem jako osídlení a osídlování je kolonizace zakládáním kolonií, které se však liší závislostí vůči národu, zemi, entitě zakladatelů a tím, že ta si na koloniích nárokuje jednak příslušnost k ní a často také ekonomickou závislost například ve formě určitých poplatků, daní apod.